# Bringing Up Father (film, 1946)
Pour plus de détails, voir Fiche technique et Distribution.
Bringing Up Father est un film américain réalisé par Edward F. Cline, sorti en 1946. Il s'agit d'une adaptation du comics La Famille Illico de George McManus. 

## Fiche technique
- Titre : Bringing Up Father
- Réalisation : Edward F. Cline
- Scénario : Jerry Warner, Edward F. Cline et Barney Gerard d'après le comics La Famille Illico de George McManus
- Photographie : L. William O'Connell
- Montage : Ralph Dixon
- Pays de production : États-Unis
- Format : Noir et blanc - 1,37:1
- Genre : comédie
- Date de sortie : 1946

## Distribution
- Joe Yule : Jiggs
- Renie Riano (en) : Maggie Jiggs
- Tim Ryan : Dinty Moore
- June Harrison : Nora Jiggs
- Wallace Chadwell : Danny Moore
- Tom Kennedy : Murphy
- Laura Treadwell : Mme Madeleine Kermishaw
- William Frambes : Junior Kermishaw
- Pat Goldin : Willie Dugan
- Jack Norton (en) : Jack Norton
- Ferris Taylor (en) : F. Newton Kermishaw
- Tom Dugan : Hod Carrier
- Joe Devlin (en) : Casey
- Fred Kelsey : Tom
- Charles C. Wilson : Frank
- George McManus : Lui-même